# Atlético Acreano
El Atlético Acreano es un equipo brasileño de la ciudad de Río Branco ubicada en el Estado de Acre. Es considerado como un equipo reconocido de este estado después de equipos como Río Branco, Juventus, entre otros. Juega de local en el Estadio Antônio Aquino Lopes (Florestão).
Actualmente, ocupa la posición 89 del ranking de la CBF teniendo en cuenta la publicación del 2023.

## Historia
El equipo fue creado el 27 de abril de 1952, con el nombre de Beiruth, por comerciantes sirio-libaneses. Sin embargo, algunos meses después, fue cambiado su nombre y tomó el actual. A nivel estatal, tiene 8 títulos del Campeonato Acreano logrando su primer título en 1952 luego de haber superado al Río Branco. En la actualidad, es el vigente campeón del torneo luego de haberle ganado en la final al mismo rival. Además, es el segundo mejor equipo acreano clasificado en la última publicación de la CBF.
A nivel nacional, en el 2016, participó en la Serie D de ese año cumpliendo un gran desempeño llegando hasta los cuartos de final del torneo siendo eliminado por Moto Club, equipo que finalmente ascendería. Para el 2017, fue participante de la Copa de Brasil 2017 siendo eliminado en primera fase por América Mineiro. Fue participante de la Copa Verde 2017 pero salió en primera fase luego de ser vencido por Remo. Participará nuevamente en la Serie D esperando por el ascenso a la Serie C del fútbol brasileño.

## Palmarés

### Torneos estatales
- Campeonato Acreano (9): 1952, 1953, 1962, 1968, 1987, 1991, 2016, 2017, 2019.
- Torneio Início (10): 1955, 1957, 1960, 1970, 1978, 1987, 1992, 1993, 2002 y 2011.